# Rainer Gömmel
Rainer Gömmel (* 19. Juni 1944 in Nürnberg) ist ein deutscher Wirtschaftswissenschaftler.
Nach dem Studium der Volkswirtschaftslehre an der Friedrich-Alexander-Universität Erlangen-Nürnberg war Gömmel von 1971 bis 1986 wissenschaftlicher Assistent am Lehrstuhl für Wirtschaftsgeschichte der Universität Regensburg. Seine Promotion erfolgte 1977, seine Habilitation schloss er 1984 ab. Danach war er von 1986 bis 1988 Geschäftsführer des Zentralinstituts für Fränkische Landeskunde und Allgemeine Regionalforschung der Universität Erlangen–Nürnberg. Seit 1990 war er Inhaber des Lehrstuhls für Wirtschaftsgeschichte an der Universität Regensburg.

## Schriften (Auswahl)
- Die Entwicklung der Wirtschaft im Zeitalter des Merkantilismus 1620–1800. Oldenbourg, München 1998 (= Enzyklopädie deutscher Geschichte, Bd. 46), ISBN 3-486-55757-2.
- mit Rainer Klump: Merkantilisten und Physiokraten in Frankreich. Wissenschaftliche Buchgesellschaft, Darmstadt 1994.
- Vorindustrielle Bauwirtschaft in der Reichsstadt Nürnberg und ihrem Umland. (16.–18. Jahrhundert). Steiner, Stuttgart 1985.
- Wachstum und Konjunktur der Nürnberger Wirtschaft. (1815–1914). Klett-Cotta, Stuttgart 1978.